# 匡章
匡章（？—？），又稱匡子、田章，戰國時齊國齊威王、齊宣王、齊湣王三朝名將。大約活動於前323年至前295年間。曾與惠施評論齊魏相王的事。在對秦作戰時，有人言語中傷他，但齊威王仍然信任他，他後來得知後，十分感動，誓死效忠齊王，遂北伐燕，南征楚，西攻函谷關，為齊屡建戰功。

## 徐州相王
前334年，齊威王與魏惠王在徐州相會，並互相承認對方稱王，匡章對此與惠施作了評論。

## 屢建戰功

### 桑丘之戰
齊威王末年，秦國借道魏韓向齊國展開軍事行動，齊威王派將軍匡章率兵迎戰，兩軍交錯扎營。開戰之前，雙方使者來來往往。匡章藉機變更了部分齊軍的徽章，混雜到秦軍中待機配合齊國的主攻部隊破敵。齊威王派往前線的人探不明匡章的用意，悄悄向威王打小報告說：「匡章可能要帶兵降秦。」威王聽了置之不理。過了不久，又有前線回來的人向威王報告說：「匡章可能降秦。」威王仍不理睬。如此再三。朝延眾大臣見此情景向齊威王請求說：「言章子人（匡章）之敗（不良行為）者，異人而同辭，王何不發兵擊之？」威王胸有成竹地說：「此不叛寡人明矣，曷（何）為擊之！」果然，時過不久，從前線傳來齊軍大勝的捷報。左右很吃驚，詢問威王何以有此先見之明。威王告訴他們，從匡章的日常表現便可推斷出。
原來，匡章的母親在世時，觸犯了齊國法令，被他父親殺死埋於馬棧下。威王任匡章為將時，其父已死。威王曾特許他打了勝仗之後，就為其母更葬，但為匡章謝絕，理由是：父親生前未做此吩咐。他不願意“不得父之教而更葬母。”這使威王對匡章的為人有了較深的瞭解，堅信他“為人子，不欺死父；豈為人臣，欺生君哉？”所以，儘管前線三次送來情報說匡章可能降秦，但威王都沒有相信，堅持放手讓匡章指揮作戰，終於保住了桑丘之戰的勝利。
匡章本人回朝知道了此事，十分感動，誓死效忠齊王。

### 破燕與秦齊爭霸
齐国长期奉行北进南抗战略，即北灭燕赵，南拒楚魏。齊宣王六年（前314年），燕國子之篡位，爆發內亂，齊國乘機派匡章率齐国五都之兵從渤海發兵進攻燕國，五十天占领燕都（今北京）攻灭燕国。齊軍攻佔燕國後，並無撤回之意，匡章又不管束軍隊，纵使齐军在燕国烧杀淫掠，燕人紛紛起來反抗，驅逐齊軍。此时秦国、赵国等列国惧怕齐国吞并燕国做大齐国实力，便屯重兵于燕赵边境，威胁齐国不撤军即开战。不久，秦国于丹阳—濮水沿线与齐国沿河展开决战，宋康王临阵连夜撤军致使齐军侧翼暴露，秦军大败齐军，迫使齐国放棄對燕国的佔領，因此燕国得以复国。

### 五國伐楚之役
前303年，孟嘗君田文為齊國宰相，這時秦楚聯盟，齊以楚負約為藉口，聯合韓、魏攻打楚國。楚國以太子橫為質於秦，秦派客卿通率軍救楚。聯軍聞訊後，當即退兵。次年，楚太子橫因私鬥殺死秦大夫而逃回楚國，秦楚聯盟告破。
齊宣王十九年（前301年），齊宣王命令齊将匡章与魏将公孫喜、韓将暴鳶率領韓國、魏國、齊國三国聯軍進攻楚国的方城，楚国派唐眜率軍迎擊，兩軍在沘水兩岸駐扎了下来。聯軍因不了解沘水的深淺情况，不敢貿然渡水作戰，与楚軍相持了6个多月。齊宣王在国内不耐煩了，派使者周最（或作「周冣」）到陣地言辞苛刻地催促匡章趕快渡河作戰，匡章覚得自己辛苦謹慎指揮，還受如此委屈，便向周最說：「對我来說，把我撤職，殺了我，甚至残害我的家人，這是大王能够做到的；戰機不成熟時要求出戰，戰機成熟的時候要求不戰，對我來說這是大王不能够做到的。」随後，匡章令人尋找可以渡河的地方，由于守備的楚軍放箭，派出的人根本到不了河畔。後来，一位當地人說：「要想知道河水深淺太容易了：凡是楚軍重兵防守的地方，都是河水淺的地方；凡是楚軍防守兵力少的地方，都是河水深的地方。」匡章一聽，喜出望外，隨即選派精兵乘夜幕從楚軍重兵防守的地方渡河，向楚軍發起突然襲擊，在沘水旁的垂沙（今河南唐河境）大敗楚軍。
楚將唐眜因為聯軍六個多月沒有多大的動靜，放鬆戒備，等知聯軍上岸後才倉促調兵應戰。楚軍大敗，2萬多人被殺，楚將唐眜戰死。之後，韓、魏取得宛（今河南南陽市）、葉（今河南葉縣南15公里）以北的大片土地。楚國被迫以太子橫為質子，向齊求和。唐眜的部將莊蹻造反，莊蹻橫行楚國，成為楚國大盜。楚国從此一蹶不振。

### 合縱攻秦
前298年，田文回齊為相，發起齊、魏、韓三國聯合攻秦，由匡章統帥聯軍，以韩国军队为主力，攻秦前後有三年之久，先是攻到秦國的函谷關，駐屯大軍，加以封鎖，之後趙、宋兩國也參加，最後終於攻入了函谷關，迫使秦國求和。秦國歸還了魏、韓一些侵地後，三國聯軍才退去。